# Isla Pelican (Condado de Galveston)
La Isla Pelican (en inglés: Pelican Island) es una isla situada en el Condado de Galveston, Texas al sur de Estados Unidos. Es parte de la ciudad de Galveston y está vinculada a la isla de Galveston por la calzada de la isla Pelican. En esta isla se encuentra la sede de la Universidad de Texas A & M en Galveston, así como el USS Stewart (DE- 238), el USS Cavalla (SS- 244) y el Parque Seawolf. La Seawolf Parkway es la única calle que pasa a través de la isla .
En 1965, el empresario de Galveston George Mitchell compró una gran parcela de tierra en la isla Pelican y donó parte de ella para establecer la sede permanente de la Universidad Texas A & M en Galveston. El Intracoastal Waterway la limita al norte, separando la isla Pelican de otra isla.